# مانويل مونتيرو دي كاسترو
مانويل مونتيرو دي كاسترو (بالبرتغالية: Manuel Monteiro de Castro‏) هو كاهن كاثوليكي ودبلوماسي برتغالي، ولد في 29 مارس 1938 في غيمارايش في البرتغال.